# Lądowisko Wrocław-Stadion Miejski
Lądowisko Wrocław-Stadion Miejski – byłe lądowisko śmigłowcowe we Wrocławiu, w województwie dolnośląskim, zlokalizowane przy Al. Śląskiej, na terenie Stadionu Miejskiego.
Zarządzającym lądowiskiem była firma miejska Wrocław 2012 Sp. z o.o. Oddane do użytku zostało w roku 2014 i jest wpisane do ewidencji lądowisk Urzędu Lotnictwa Cywilnego pod numerem 261.
Od 2020 roku lądowisko jest zamknięte i przekształcone w plac zabaw dla dzieci.